# Othon Ier de Grandson
Pour les articles homonymes, voir Othon Ier et Othon de Grandson.
Othon Ier de Grandson, né vers 1238 et mort en avril 1328, est un membre de la famille de Grandson.

## Biographie

### Famille
Othon de Grandson semble naître vers 1238. Il est le fils de Pierre Ier (mort entre 1257 et 1263), chevalier, seigneur de Grandson, près de Lausanne.
Il est le frère aîné de Guillaume, auteur de la branche anglaise et premier baron de Grandison, et des futurs évêques de Verdun, Gérard (1275-1278) et Henri (1278-1286), ainsi que d'une sœur Guillemette, comtesse puis régente du comté de Gruyère. Ces derniers le rejoignent en Angleterre, tout comme ses cousins, Pierre et Guillaume de Champvent,[réf. à confirmer]. Il a une sœur, Guillemette, comtesse et régente du comté de Gruyère.

### Service en Angleterre et au Pays de Galles (1265–1290)
Le jeune Otton se rend en Angleterre probablement en compagnie de Pierre II de Savoie en 1252, et certainement pas plus tard qu’en 1265. Son père, un allié fidèle de Pierre, reçoit des paiements de la couronne anglaise à partir de 1245[réf. à confirmer]. Là, il entre au service du Henri III (roi d'Angleterre) et, en 1267, il est placé dans la maison du prince Édouard. En échange de ses services rendus au prince Édouard lors des batailles de Lewes et d’Evesham, il est récompensé par une propriété à Queenhithe à Londres. En 1268, le prince et son serviteur sont tous deux anoblis et en 1271, ce dernier accompagne son seigneur lors de la neuvième croisade, où il sert à Saint-Jean-d’Acre cette année-là. Selon Jean d’Ypres, c'est Otton, et non Éléonore de Castille (1241-1290), qui suce le poison d’Édouard blessé après une tentative d’assassinat. En 1272, Otton est nommé exécuteur testamentaire à Saint-Jean-d’Acre[réf. à confirmer].
En 1277, il est nommé seigneur des îles Anglo-Normandes et en 1290, il nomme un bailli pour Jersey et un autre pour Guernsey, leur conférant les pouvoirs civils d'administrer les îles. Cependant, étant donné ses nombreuses fonctions pour Édouard, Grandson serait un seigneur absent. Ceux qu'il nomme reçoivent quelques critiques. Grandson ne fait qu'une seule visite certaine dans les îles, en 1323.
De retour en Angleterre, il est un chevalier clé de la maison du Édouard Ier lors de ses campagnes en Écosse et au Pays de Galles, où il sert comme juge en chef du Pays de Galles, basé au château de Caernarfon, de 1284 à 1294 - bien que son temps à Caernarfon ait été limité. Pendant les guerres galloises du roi Édouard Ier, Otton est très actif diplomatiquement et militairement, à commencer par le siège du château de Dolforwyn, en avril 1277. Dans une lettre qui lui est attribuée du château de Dolforwyn, il semble bien qu'il ait joué un rôle déterminant dans l'arrivée au pays de Galles de Maître Jacques de Saint-Georges, l'homme qui allait plus tard construire les châteaux de Flint, de Rhuddlan, de Conwy, de Caernarfon, de Harlech et de Beaumaris. En effet, Grandson est mentionné comme ayant dirigé les premiers travaux de palissade au château de Flint. Au nom d'Édouard, il conclut le traité d'Aberconwy en novembre qui mit fin à l'invasion du Pays de Galles en 1277[réf. à confirmer]. En 1278, il est nommé lieutenant du roi dans le duché par Édouard et envoyé dans le duché de Gascogne avec Robert Burnel pour réformer le gouvernement. Ils nomment Jean Ier de Grailly comme nouveau sénéchal et posent les bases du traité d'Amiens scellé en 1279[réf. à confirmer]. Il est également employé comme diplomate et noue des contacts avec la plupart des souverains d'Europe occidentale. Lors de la seconde invasion du pays de Galles en 1282-1283, il échappe de peu à la mort à la bataille de Moel-y-don avant de prendre la ville de Harlech en avril 1283 à la tête de 560 infanterie. En tant que commandant de l'armée royale qui a commencé la campagne depuis Anglesey, il est parmi les premiers de la suite d'Édouard à voir les futurs sites des châteaux de Caernarfon et Harlech. En 1283, il est brièvement employé par Edmond de Lancastre, le frère cadet du roi, pour des missions diplomatiques. On dit que personne ne pouvait mieux faire la volonté du roi, y compris le roi lui-même.

### Années de croisades (1290-1295)

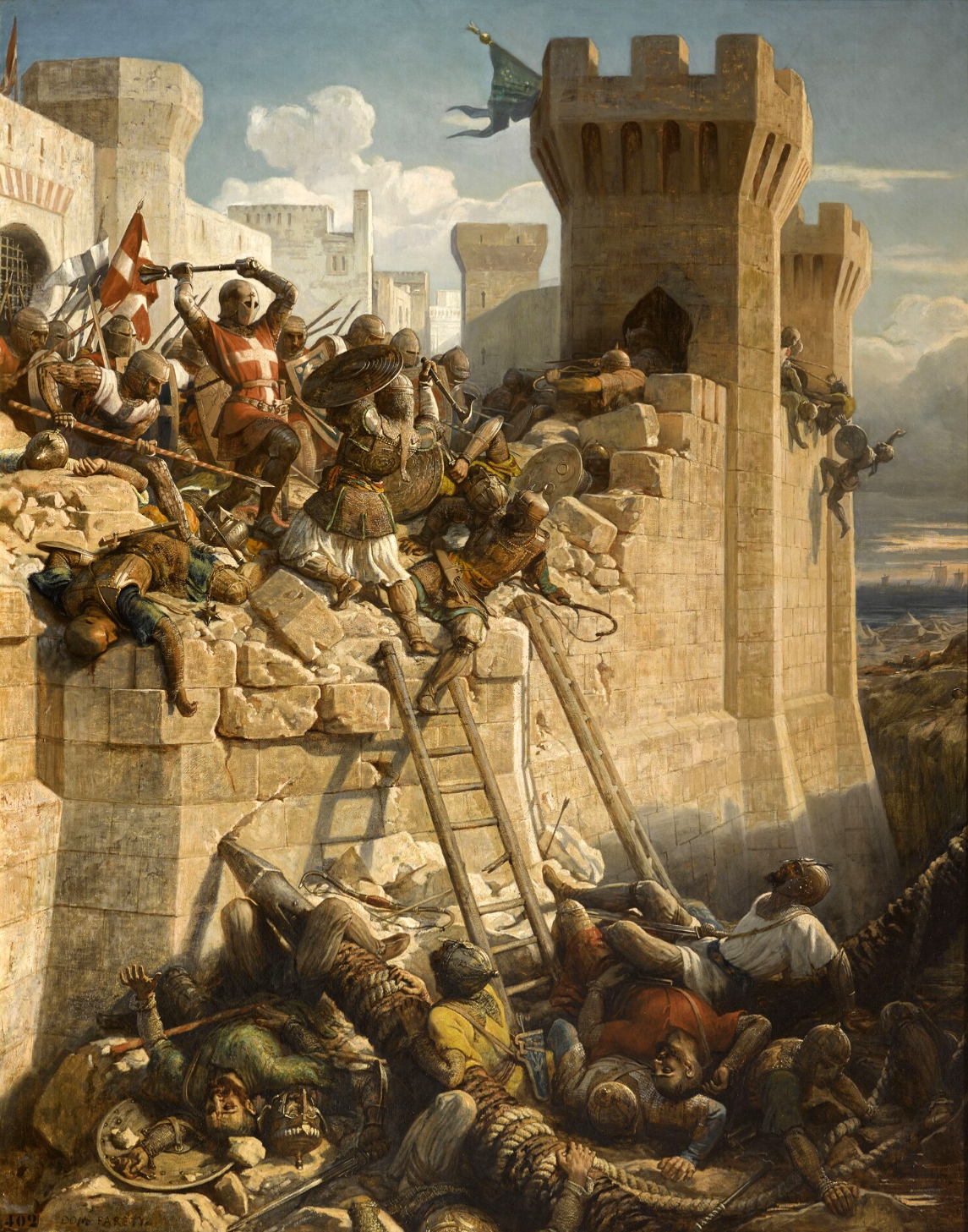
Siège d'Acre, en 1291.

Le roi Édouard Ier envoye Otton à Saint-Jean-d’Acre en Terre Sainte en 1290 avec quelques chevaliers anglais. Au moment de la chute d’Acre (1291), il est le maître des chevaliers anglais en Palestine. À Saint-Jean-d’Acre, il sauve la vie de son compatriote savoyard Jean Ier de Grailly, avec qui il a servi Édouard en Gascogne auparavant. Lorsque la ville tombe aux mains des musulmans, il réquisitionne des navires vénitiens les remplissant de troupes en fuite et de Jean Ier blessé, Otton est le dernier à les rejoindre à bord. Il existe des récits contradictoires sur la conduite de Grandson à Saint-Jean-d’Acre, mais le seul témoignage oculaire du Chronique du Templier de Tyr dans ses Gestes des Chiprois le confirme en vieux français :

« Adons entrerent grant gent a chevau Sarazins, ſe que mesſſire Johan de Grely, & mesſſire Ote de Gualanſon, & la gent dou roy de France firent grant la défense, de quey il y ot ases nafres & mors ; & messire Johan de Grely & messire Ote de Gualanſon ne porent plus sourir le charge des Sarazins, & se despartirent dou leuc & se ſe sauvent, et fu messire Johan de Grely nafré.

traduction : Alors entrèrent un grand nombre d’hommes sarrasins à cheval, si bien que messire Jean de Grailly, messire Othon de Grandson et les hommes du roi de France firent une grande défense, de sorte qu’on compte de nombreux blessés et morts ; et messire Jean de Grailly et messire Othon de Grandson ne purent plus supporter la charge des Sarrasins, et ils partirent de là et prirent la fuite, et messire Jean de Grailly fut blessé. »

— Raynaud (1887).
Le célèbre historien des croisades Steven Runciman (1954) rapporte  :

« Dans le secteur est, Jean de Grailly fut blessé, mais Othon de Grandson prit le contrôle. Il réquisitionna autant de navires vénitiens qu'il put trouver et plaça Jean de Grailly et tous les soldats qu'il put sauver à bord, et lui-même fut le dernier à les rejoindre. »

— Runciman (1954).
Après la chute de la ville, il s'enfuit à Chypre, pauvre homme, mais part en pèlerinage à Jérusalem. En 1298 ou 1299, Otton, Jacques de Molay des Templiers et Guillaume de Villaret des Hospitaliers font campagne en Cilicie afin de repousser une invasion des Mamelouks. Dans son ouvrage La flor des estoires d'Orient, le moine arménien Héthoum de Korikos évoque son activité sur le continent en Cilicie en 1298-1299 : « Otton de Grandison et les maîtres du Temple et des Hospitaliers ainsi que leurs couvents, qui se trouvaient à cette époque [1298 ou 1299] dans ces régions l'Arménie cilicienne… »
Otton est supposé être l'auteur de la Via ad Terram Sanctam, un traité en vieux français sur la reconquête de la Terre Sainte. L'hypothèse semble largement acceptée, mais elle a ses détracteurs.

### Retour en Angleterre et diplomatie (1295-1307)
Il est convoqué au Parlement Anglais en 1299, ce qui lui vaut de devenir baron Grandison. Ce titre s'éteint à sa mort.
En 1294, Philippe IV le Bel de France a confisqué la Gascogne à Édouard Ier (roi d'Angleterre), ce qui déclenche la guerre de Gascogne  de 1294-1303. Après le retour de Grandson en Angleterre depuis la Terre Sainte, une grande partie de son temps jusqu'à la paix finale de 1303 est consacrée à des travaux diplomatiques à la cour de France et plus souvent à la Curie papale pour obtenir la restitution de la Gascogne.
Parmi ces travaux diplomatiques, il fallait construire des alliances pour Édouard contre Philippe, notamment pour Grandson l'alliance qu'il construisit avec les nobles du comté de Bourgogne qui acceptèrent à Bruxelles au printemps 1297 d'envoyer cinq cents cavaliers pour soutenir les Anglais en échange de 60 000 livres la première année de la guerre et de 30 000 livres par la suite,.
En 1302, il faisait partie de l'équipe de plénipotentiaires nommés par Édouard Ier (roi d'Angleterre) pour négocier le traité de Paris qui rendait le duché d'Aquitaine à Édouard.

### Départ d'Angleterre (1307-1328)
En 1307, à la mort d'Édouard, Othon quitta définitivement l'Angleterre. Il resta cependant au service de la couronne pendant un certain temps, puisqu'il représenta l'Angleterre à la Curie pontificale jusqu'en 1317. Il était un bienfaiteur de Abbaye de Vale Royal, une fondation édouardienne. Le chroniqueur de Abbaye de Vale Royal décrit Grandson en ces termes : « Il y avait alors auprès du roi un homme bon et saint, et un chevalier d'armes des plus vaillants, nommé Otto de Grandison, dont la mémoire soit bénie à jamais. »
Il fonda un couvent franciscain en 1289 et une Chartreuse de La Lance en 1317.
A la fin de sa vie, il revint à Grandson, qu'il avait hérité de son père et qu'il avait visité à plusieurs reprises tout au long de sa vie d'adulte. Il ne se maria jamais et son neveu lui succéda. Il avait fait progresser nombre de ses proches par ses ambassades, en particulier dans l'église. Trois de ses proches furent évêques de Lausanne et un autre neveu, John Grandisson, lui succéda au diocèse d'Exeter. Au printemps 1328, le chevalier de 90 ans partit pour un dernier voyage à Rome. Près d'Aigle, il tomba malade.
Il meurt 5 avril 1328.[réf. nécessaire]

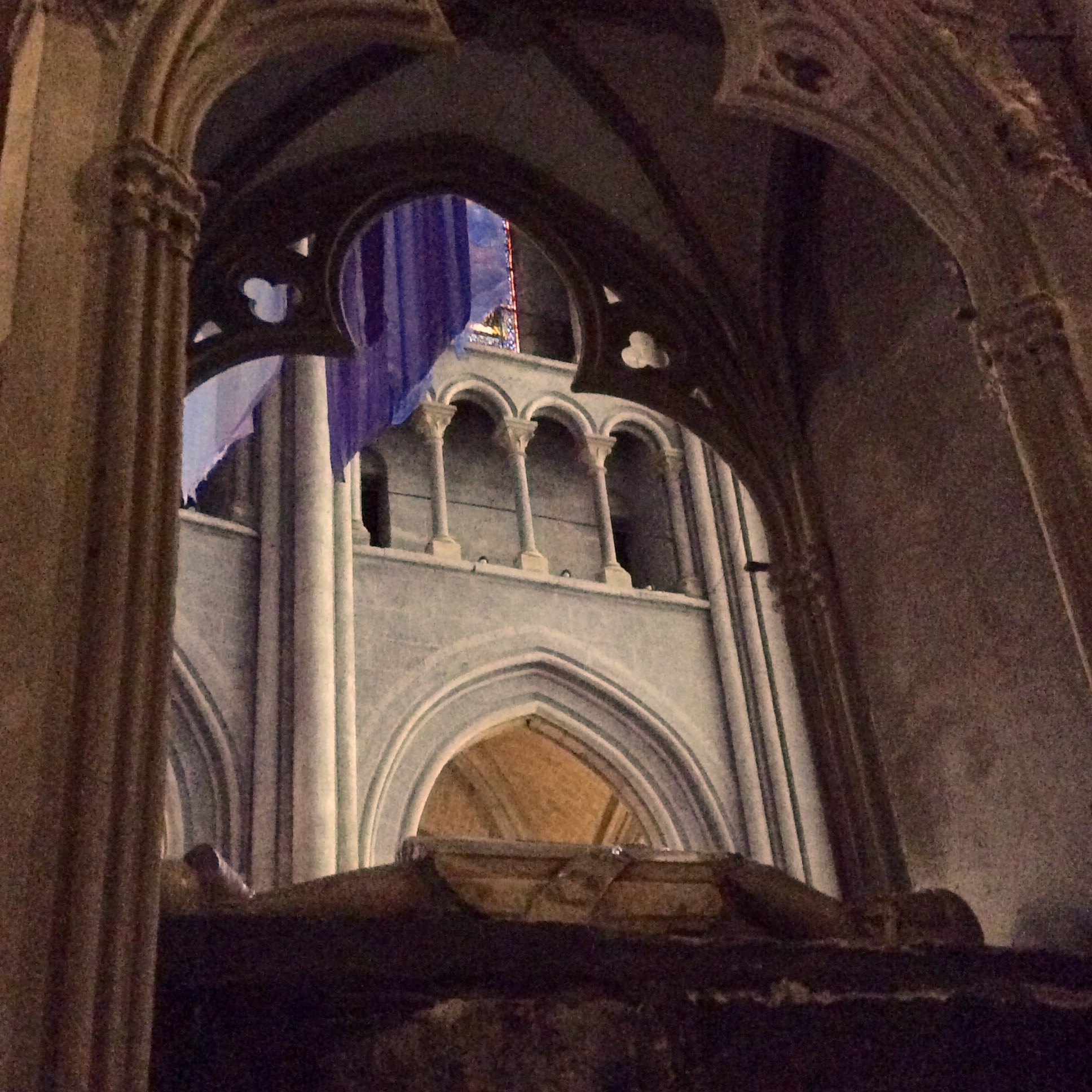
Tomb of Otto de Grandson in Lausanne Cathedral.

Un vidimus (copie certifiée conforme) de son testament donnait des détails sur ses souhaits funéraires.

« Je choisis l'enterrement dans l'église cathédrale de la Sainte-Marie [Lausanne]. Je veux et ordonne également que lorsque mon corps sera porté à l'église pour y être déposé, deux hommes armés de mes armes, et portant chacun ma bannière avec les mêmes armes, précéderont mon corps sur deux chevaux, dont chacun vaudra 100 livres lausannoises, et que l'un des chevaux soit couvert de mes armes et l'autre de fer [carapace], et que lesdits chevaux soient offerts [avec] les armes et les couvertures susmentionnées à ladite église de Lausanne, qui en tant qu'ambassadeurs légitimes resteront pour la rémission de mes péchés… Je donne et lègue à l’église de Lausanne tous mes ornements, vêtements et argenterie qui y sont actuellement déposés, à l’exception d’une petite croix en or et d’une statue de la Sainte Marie. »

— Archives cantonales vaudoises
Son neveu, Pierre II, lui succède comme seigneur de Grandson.

## Liens avec l'Ordre des Templiers

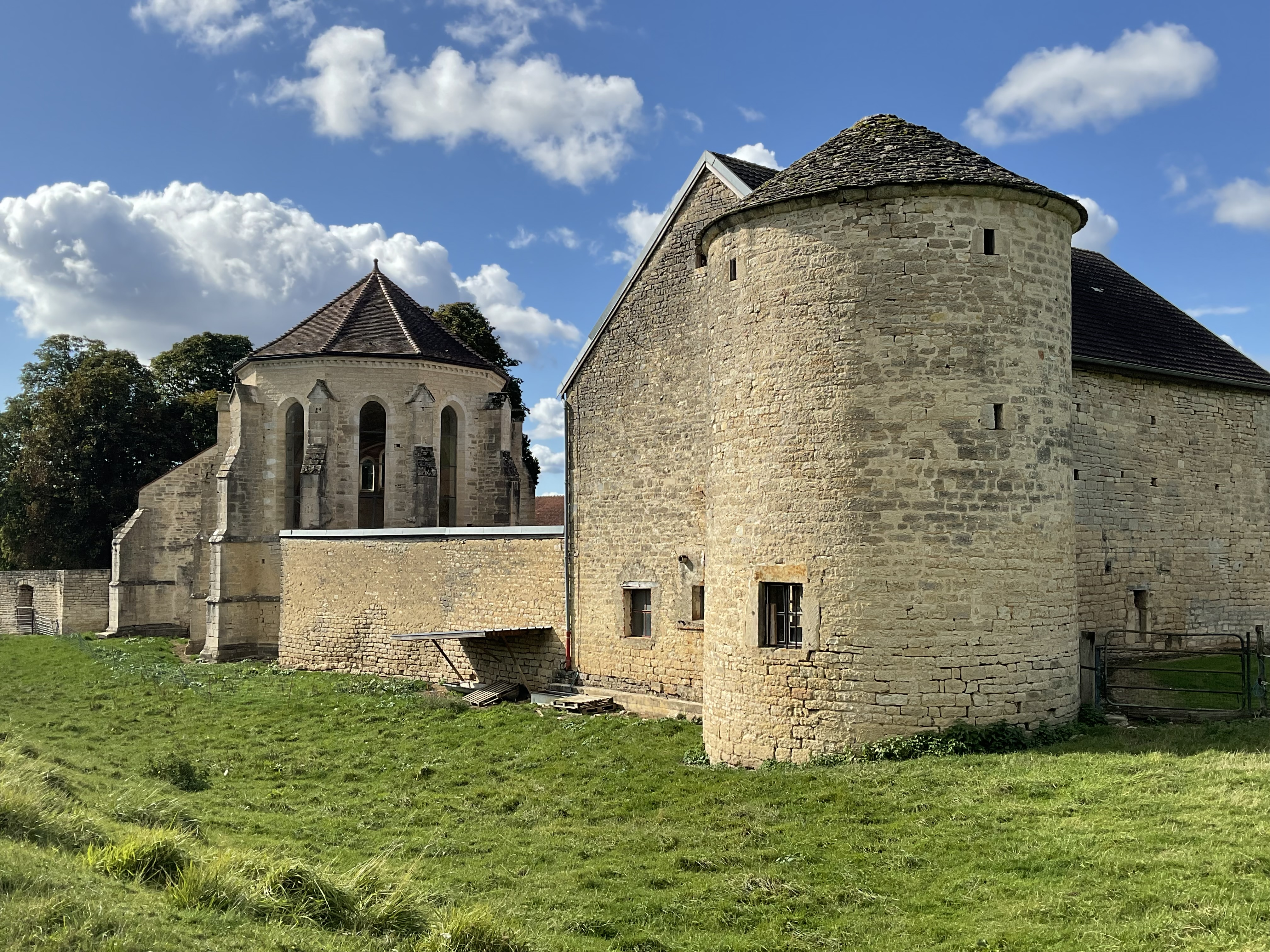
Former Templar Commanderie at Épailly in Burgundy

Il faut commencer par dire qu’il n'existe aucune preuve que Grandson ait été membre de l'Ordre du Temple. Il était cependant un proche allié de l’Ordre. À un moment donné, dont la date n’est pas claire, il a reçu des Templiers un paiement annuel de 2 000 livres tournois. Cela équivaut à environ 350 000 £ par an en monnaie actuelle. On pense que ces paiements sont liés à la chute d’Acre en 1291 et à l’élection ultérieure de Jacques de Molay comme Grand Maître des Templiers à Chypre en 1292. Nous avons connaissance de ces paiements parce que Grandson a adressé une pétition au pape Clément V lors de la suppression de l’ordre en 1308. Clément a accordé à Grandson les revenus de trois anciennes commanderies templières en Bourgogne, dont celle de Commanderie d'Épailly. Ces anciennes commanderies templières ont continué à fournir les énormes revenus autrefois fournis par les Templiers jusqu'à la mort de Grandson en 1328.